# جايسون لي (لاعب كرة قدم)
جايسون لي (بالإنجليزية: Jason Lee)‏ (9 مايو 1971 في المملكة المتحدة - ) هو مدرب كرة قدم ولاعب كرة قدم بريطاني في مركز الهجوم. لعب مع تشارلتون أثلتيك وستوكبورت كونتي وغريمسبي تاون ونادي بيتربورو يونايتد ونادي تشيسترفيلد ونادي ساوثيند يونايتد ونادي فالكيرك ونادي نورثامبتون تاون ونادي واتفورد ونوتس كاونتي ونوتينغهام فورست ونادي كيترينغ تاون وIlkeston F.C. ‏ ولينكولن سيتي أف سي ونادي مانسفيلد تاون وإيكستون تاون ‏ ونادي كوربي تاون وأرنولد تاون ونادي بوسطن يونايتد.

## وصلات خارجية
- جايسون لي على موقع قاعدة بيانات كرة القدم.إي يو (الإنجليزية)
- جايسون لي على موقع Soccerbase.com (لاعب) (الإنجليزية)
- جايسون لي على موقع عالم كرة القدم.نت (الإنجليزية)